# Кечмания 2
Кечмания 2 е второто годишно pay-per-view събитие от поредицата Кечмания, продуцирано от Световната федерация по кеч (WWF). То се състои на 7 април 1986 г. в понеделник, което е единствената Кечмания, която не е в неделя.

## Обща информация
Провежда се в 3 селища – Юниъндейл (щата Ню Йорк), с. Роузмънт (щ. Илинойс) и гр. Лос Анджелис (щ. Калифорния).
Всяко място има свой кард. Основното събитие в Юниъндейл, Ню Йорк е боксов мач, в който Мистър Ти е срещу Роди Пайпър. В Чикаго има кралска битка с 20 души, включваща кечисти на WWF и футболисти от NFL. Основното събитие в Лос Анджелис е със Световния шампион в тежка категория на WWF Хълк Хоган, защитавайки титлата си срещу Кинг Конг Бънди в мач със стоманена клетка. В другите мачове Интерконтиненталният шампион в тежка категория „Мачо Мен“ Ренди Савидж защитава титлата си срещу Джордж Стийл, а Световните отборни шампиони на WWF – Отборът мечта (Грег Валънтайн и Брутъс Бийфкейк) губят титлите си срещу Британските булдози (Дейви Бой Смит и Динамитеното хлапе).

## Резултати
| No. | Резултати от Nassau Coliseum | Правила                                                             | Време |
| --- | --- | ------------------------------------------------------------------- | ----- |
| 1   | Великолепният Мурако (с Мистър Фуджи) и Пол Орндорф приключва с двойно отброяване                                                                                | Индивидуален мач                                                    | 4:10  |
| 2   | Ренди Савидж (ш) (с Мис Елизабет) побеждава Джордж Стийл | Индивидуален мач за Интерконтиненталната титла на WWF               | 5:10  |
| 3   | Джейк Робъртс поб. Джордж Уелс | Индивидуален мач                                                    | 3:15  |
| 4   | Мистър Ти (с Хаити Хлапето и Джо Фрейзър) поб. Роди Пайпър (с Боб Ортън и Лу Дува) чрез дисквалификация                                                          | Боксов мач                                                          | 13:14 |
| No. | Резултати от Rosemont Horizon | Правила                                                             | Време |
| 5   | Невероятната Мула (ш) поб. Велвет Макинтайър | Индивидуален мач за Титлата при жените на WWF                       | 1:25  |
| 6   | Ефрейтор Киршнер поб. Николай Волкоф (с Фреди Бласи) | Мач със знамена                                                     | 2:05  |
| 7   | Андре Гиганта последен елиминира Брет Харт | WWF срещу NFL Кралска битка                                         | 9:13  |
| 8   | Британските булдози (Дейви Бой Смит и Динамитеното хлапе) (с Лу Албано и Ози Озбърн) поб. Отборът мечта (Грег Валънтайн и Брутъс Бийфкейк) (ш) (с Джони Валиънт) | Отборен мач за Световните отборни титли на WWF                      | 13:03 |
| No. | Резултати от Los Angeles Memorial Sports Arena | Правила                                                             | Време |
| 9   | Рики Стиймбоут поб. Херкулес Хернандес | Индивидуален мач                                                    | 7:27  |
| 10  | Адриан Адонис (с Джими Харт) поб. Чичо Елмър | Индивидуален мач                                                    | 3:01  |
| 11  | Хос Фънк и Тери Фънк (с Джими Харт) поб. Джънкярд Дог и Тито Сантана                                                                                             | Отборен мач                                                         | 11:42 |
| 12  | Хълк Хоган (ш) поб. Кинг Конг Бънди (с Боби Хийнън) излизайки от клетката                                                                                        | Мач в стоманена клетка за Световната титла в тежка категория на WWF | 10:15 |